# Giovanni Franciosi
Giovanni Franciosi, (Ceppato, prop de Pisa (Toscana), 23 d'octubre, 1843 - Roma, (Laci), 25 de gener, 1898), va ser un escriptor i crític italià..
Entre els escrits de Franciosi abunden els de historia literaria: entre ells sobre Dante e la Divina Comedia;Gregorio VII giudicato de Dante (Mòdena, 1869); Delli'Evidenza Dantesca studiata nelle metafore, nelle similitudini e nei simboli (Mòdena, 1872); Scriti Danteschi (Florència, 1876), i Saggio di postille su Dante (Torí, 1881).
La major part dels seus altres escrits foren reunits en el volum Scritti varii (Florència, 1878).
També es distingí com a poeta, i cal citar: L'Aria (Mòdena, 1876); Il Volere (1879, etc...